# Bon Appétit!
Bon Appétit! (tj. francouzsky „Dobrou chuť!“, op. 45) je jednoaktová opera amerického skladatele Lee Hoibyho z roku 1989. Libreto na základě přepisu jedné z epizod televizního pořadu se slavnou americkou propagátorkou francouzské kuchyně Julií Childovou upravil Mark Shulgasser.

## Vznik a charakteristika
Opera Bon Appétit! vznikla v roce 1985 jako doplnění programu k jiné Hoibyově monodramatické opeře, Hodina italštiny (Italian Lesson) z roku 1981 (premiéra 1984), v níž hlavní roli zpívala Jean Stapletonová (1923–2013), původně broadwayská muzikálová herečka, které se proslavila svou rolí Edith Bunkerové v televizním seriálu All in the Family. Hoiby chtěl k vážnější Hodině italštiny vytvořit humorný prolog a jeho životní partner a spolupracovník Mark Shulgasser navrhl zpracování některé z epizod slavného televizního kursu francouzské kuchyně The French Chef (Francouzská šéfkuchařka, 1963–1973), jehož hvězdou byla Julia Childová (1912–2004). Hoibyho nadchla myšlenka využít „dvě z největších ženských ikon amerických televizních dějin: Julii Childovou a Edith Bunkerovou“.
Hoiby a Shulgasser navázali kontakt s Childovou a s televizní stanicí WGBH-TV a získali od autorky povolení a od televize několik videokazet s epizodami pořadu. Nakonec vybrali epizodu č. 228 z 4. března 1971, v níž Julia Childová pekla čokoládový dort pod názvem Le Gâteau au Chocolat: L'Éminence Brune. Shulgasser pro libreto převzal skutečná slova Childové s minimálními adaptacemi, doplnil však scénu se závodem mezi automatickým šlehačem a ručním šleháním bílků, kterou převzal z epizody věnované jinému dortu. Název opery byl zvolen podle věty, jíž epizody The French Chef končily: „This is Julia Child. Bon appétit!“
Premiéra opery se konala 8. března 1989 v Kennedy Center for Performing Arts ve Washingtonu, s Jane Stapletonovou v hlavní a jediné roli a s Hoibym u klavíru. Tato inscenace se pak úspěšně hrála v New Yorku mimo Broadway a zavítala i do dalších měst. V orchestrální verze se poprvé hrála v Opera Baltimore. Její premiéru na západním americkém pobřeží v Long Beach navštívila i Julia Childová a byla nadšená: „Jen škoda, že jsem to neuměla takhle zazpívat, když jsem to dělala původně!“
Hoiby je žákem Giana Carla Menottiho a jeho hudba se pohybuje na tradičním základě; databáze Opera America ji charakterizuje jako tonální, konzervativní a postromantickou. Kritik Los Angeles Times Gregg Wager operu nazval „cukrkandlovým prohlášením proti tomu, co [Hoiby] považuje za kyselou hudbu“. Hudba evokuje atmosféru rané televize i broadwayské chansony a nezbytný francouzský nádech jí dodávají reminiscence na Maurice Ravela. Skladatel se snažil co nejvíce vycházet z původní atmosféry a zachycuje typický humor, sebeironii a věcnost Childové, aniž by sám dodával ironický odstup od tématu. Ve zpěvní linii se snažil co nejvíce zachytit její typické kadence; jak sám řekl, „Julia měla velmi hudební projev, a to jsem na sebe nechal působit, když jsem psal hudbu.“
Kritik Music Times Martin Bernheimer ji označil jako „cvičení v nevinné bujarosti“ a „málo povyku téměř pro nic“. Obecenstvu se však opera vesměs líbila a pozdější kritiky jsou k dílu příznivější. Tom Schnauber v Boston Music Intelligencer chválil „jednoduché, ale vkusné harmonie,“ „chytré hudební odkazy“ a „barvitou orchestraci“, zejména však Hoibyho „bystrý smysl pro divadlo“, a označil Bon Appétit! za „solidní, dobře napsané dílo pro čirou zábavu“, a kritik Joseph Dalton v recenzi nahrávky dodává: „Jako Childové sníh z vaječných bílků, Bon Appetit! je možná lehký a nadýchaný, ale je to dílo mistrovské pevné ruky.“
Bon Appétit! se hraje poměrně často, nejčastěji z Hoibyových oper, a to díky inscenační nenáročnosti. Jediná ženská role přitahuje herecky nadané mezzosopranistky; existují verze pro větší i menší komorní orchestr, ale nejčastěji se tato opera hraje s doprovodem klavíru. Představení trvá asi 18–20 minut. V původní inscenaci nebyly až na kovový stůl žádné rekvizity a Jane Stapletonová přípravu dortu znázorňovala mimicky, při jiných inscenacích se však skutečně vaří. Bon Appétit! se často hraje mimo divadla a při příležitostných akcích – slovy libretisty Shulgassera při „gala příležitostech, kdy se konzumují velká množství čokolády“. Jedna operní společnost ji nabízí jako „vynikající občerstvení pro domácí zábavy, obchodní výstavy, pracovní obědy a večeře, srazy a kolaudace“. Mimo Spojené státy a Ameriku se hraje zřídka; například v roce 2009 ji Ensemble calmo představilo ve Švýcarsku a Německu.

## Obsazení a instrumentace
Jedinou pěveckou rolí je Julia Childová (mezzosoprán). Instrumentace: flétna, hoboj, klarinet, fagot, lesní roh, harfa (nepovinná), klavír a smyčce (nepovinné), tj. dvoje housle, viola a violoncello.

## Děj opery

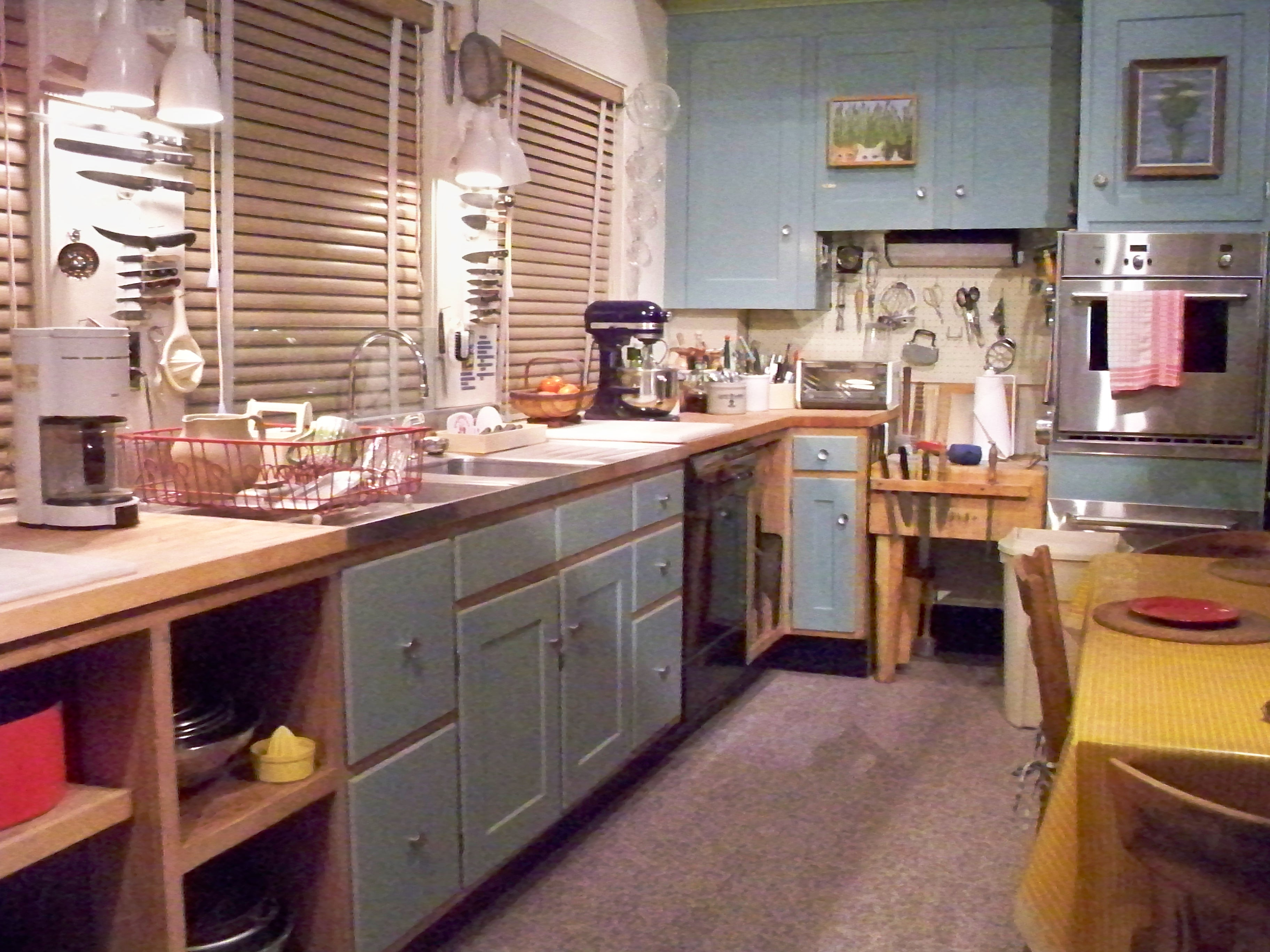
Kuchyně Julie Childové v National Museum of American History.

Le Gâteau au Chocolat l'Éminence Brune. Nejprve připravte čokoládu: čtvrt hrnku vody, sedm uncí polosladké a dvě unce hořké čokolády plus dvě čajové lžičky instantního espresa pro dosažení moka příchuti. Směs dejte pomalu roztát. Předehřejte troubu na 350 ⁰F (176.67 °C) a dvě dortové formy řádně vytřete máslem a vysypte moukou; použijte voskový papír. Rozbijte čtyři vejce a oddělte bílek od žloutku. Do žloutků třete dvě třetiny hrnku moučkového cukru tak dlouho, až zhoustne a získá citrónové zabarvení. Do roztáté čokolády vmiste kostku másla a udržujte v tekutém stavu.
Důkladně rozšlehejte bílky s trochou cukru (nejlépe v měděné míse, do níž dáte nejprve špetku soli), až hmota dosáhne asi sedminásobku původního objemu a na hladině se udrží výstupky.
Připravte těsto: do čokolády vmísíte tři čtvrtiny hrnku kukuřičné moučky tak, že nejprve vsypete čtvrtinu, tu řádně zamícháte do základu, pak vmísíte zhruba třetinu ušlehaného bílku a střídavě za stálého šlehání přidáváte moučku a bílek. Výsledné těsto vložte do obou forem a nechte péci asi 15–18 minut.
Jako střední vrstvu a jako polevu použijte stejnou čokoládovou směs jako do hmoty dortu. Dort lze ozdobit šlehačkou. Nejlépe chutná s kávou.

## Diskografie
- 2008 (Albany Records). Zpívá Kathryn Cowdrick. Eastman Opera Theatre Orchestra řídí Benton Hess.[1]